# Pledari Grond

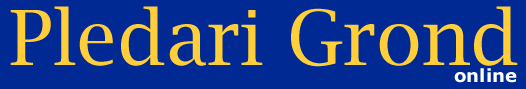
Logo del Pledari Grond.

El Pledari Grond ("Gran Diccionario") es una base de datos en línea de libre acceso dedicada al idioma romanche en su variante Rumantsch Grischun.
Sus orígenes datan de 1980, cuando la Lia Rumantscha recopiló los primeros vocabularios de la por entonces novel lengua Dachsprache del cantón de los Grisones. En 1993 se publicó su primera edición impresa. En la década de 1990 se adoptó el formato digital en línea.
En la actualidad, la Lia Rumantscha, conjuntamente con la GiuRu, asumen la actualización del Pledari Grond en el marco de una comisión de redacción. Contiene más de 200 000 entradas; se puede acceder en romanche o en alemán.